# Grigoris Bithikotsis
Grigoris Bithikotsis, grec. Γρηγόρης Μπιθικώτσης (ur. 11 grudnia 1922 w Peristeri, zm. 7 kwietnia 2005 w Atenach), popularny piosenkarz grecki, wykonawca muzyki folkowej. Jego piosenki stały się jednymi z największych przebojów w Grecji.

## Życiorys
Urodził się w biednej rodzinie w 1922. W 1959 poznał kompozytora Mikisa Theodorakisa, producenta znanych piosenek folkowych. Bithikotsis skomponował ponad 80 piosenek, m.in. Stu Belami to ouzeri, Tha simanoun oi kampanes, Toy Votanikou o magas, Axion Esti i wiele innych.